# Daisuke Kanzaki
Daisuke Kanzaki (神崎 大輔 Kanzaki Daisuke?), född 2 februari 1985 i Oita prefektur, är en japansk fotbollsspelare.
Kanzaki började sin karriär 2007 i Ventforet Kofu. 2009 flyttade han till V-Varen Nagasaki. Han spelade 168 ligamatcher för klubben. Efter V-Varen Nagasaki spelade han för Giravanz Kitakyushu. Han avslutade karriären 2017.